# Mielcarek (osada)
Mielcarek – do 1934 roku osada w okręgu wójtowskim, a następnie gminie Ostrów 
Wielkopolski. Pod koniec XIX wieku liczyła według Słownika Geograficznego Królestwa Polskiego 20 mieszkańców.
Obecnie znajduje się na terenie osiedla nr 3 Krępa w Ostrowie Wielkopolskim (rejon ul. Nowa Krępa).